# H. H. Holmes
Herman Webster Mudgett (n. 16 mai 1861, Gilmanton⁠(d), New Hampshire, SUA – d. 7 mai 1896, Pennsylvania, SUA), cunoscut mai bine sub numele de Dr. Henry Howard Holmes sau H.H. Holmes, a fost un escroc și criminal în serie⁠(d) american, subiect a peste 50 de procese numai în Chicago.
Deși a mărturisit uciderea a 27 de oameni (inclusiv persoane despre care se știe că atunci erau încă în viață) în timp ce aștepta execuția, Holmes a fost condamnat la moarte pentru o singură crimă, cea a complicelui și partenerului de afaceri Benjamin Pitezel. Se crede că a ucis trei dintre copiii lui Pitezel, precum și 3 amante, copilul uneia dintre aceste amante și sora alteia. Holmes a fost executat pe 7 mai 1896, cu nouă zile înainte de a împlini 35 de ani.
Mare parte din legendele din jurul „Castelului Crimei”, împreună cu multe dintre presupusele sale crime, sunt considerate exagerate sau fabricate pentru articolele din presa tabloidă senzaționalistă. Multe dintre aceste inexactități factuale au persistat din cauza unei combinații între ineficiența anchetelor polițienești și exagerările jurnalismului tabloid, care sunt adesea citate ca arhive istorice. Holmes a dat diverse relatări contradictorii despre viața sa, declarându-se la început nevinovat, după care afirmând că a fost posedat⁠(d) de Satana. Înclinația lui pentru minciună a îngreunat sarcina cercetătorilor de a stabili adevărul pe baza afirmațiilor sale.
De prin anii 1990, Holmes a fost adesea descris ca un criminal în serie, deși Adam Selzer subliniază în cartea sa despre Holmes: „doar că a omorât  mai mulți oameni nu este neapărat suficient pentru majoritatea definițiilor [ale unui criminal în serie]. Cel mai adesea, trebuie să fie o serie de crime similare, comise pe o perioadă mai lungă de timp, de obicei mai mult pentru a satisface un impuls psihologic din partea ucigașului decât pentru orice motiv mai practic” și „crimele de care îl putem lega [pe Holmes] aveau în general un motiv clar: cineva știa prea multe sau îl încurca și nu se putea avea încredere în el. Crimele nu au fost pur și simplu din plăcerea vărsării de sânge, ci o parte necesară a promovării operațiunilor sale de escrocherie și a protejării stilului său de viață.”

## Tinerețea
Holmes s-a născut cu numele de Herman Webster Mudgett în Gilmanton, New Hampshire⁠(d), la 16 mai 1861, in famila lui Levi Horton Mudgett și Theodate Page Price, ambii descendenți din primii imigranți englezi din zonă. Mudgett era al treilea născut al părinților săi; avea o soră mai mare Ellen, un frate mai mare Arthur, un frate mai mic Henry și o soră mai mică Mary. Tatăl lui Holmes provenea dintr-o familie de fermieri, iar uneori a lucrat ca fermier, negustor și zugrav; părinții lui erau metodiști devotați. Încercările ulterioare de a-l încadra pe Holmes în tiparele văzute în ucigașii în serie⁠(d) moderni afirmau că ar fi torturat animale și ar fi suferit de abuzuri din partea unui tată violent, dar relatările contemporane și ale martorilor oculari despre copilăria lui nu oferă nicio dovadă în acest sens.
La vârsta de 16 ani, Holmes a absolvit Academia Phillips din Exeter⁠(d) și a fost angajat ca profesor în Gilmanton și mai târziu în apropiere, în Alton⁠(d). La 4 iulie 1878, s-a căsătorit cu Clara Lovering în Alton; fiul lor, Robert Lovering Mudgett, s-a născut pe 3 februarie 1880, în Loudon, New Hampshire⁠(d). Robert a devenit contabil public autorizat și a ocupat funcția de City manager⁠(d) în Orlando, Florida. 
Holmes s-a înscris la Universitatea Vermont din Burlington la vârsta de 18 ani, dar a fost nemulțumit de școală și a plecat după un an. În 1882, a fost admis la Facultatea de Medicină și Chirurgie⁠(d) a Universității din Michigan și a absolvit în iunie 1884, după ce a promovat examenele. În timp ce era înscris, el a lucrat în laboratorul de anatomie cu profesorul William James Herdman, pe atunci instructor-șef de anatomie, iar cei doi ar fi fost implicați în facilitarea jefuirii de morminte pentru a obține cadavre în scopuri medicale. Holmes făcuse ucenicia în New Hampshire cu Nahum Wight, un cunoscut susținător al disecției umane. Ani mai târziu, când Holmes a fost suspectat de crimă și a pretins că nu este altceva decât un fraudator de asigurări, el a recunoscut că s-a folosit de cadavre pentru a frauda companiile de asigurări de viață de mai multe ori în facultate.
Cei cu care a locuit au afirmat despre Holmes că o trata pe Clara cu violență, iar în 1884, înainte de absolvire, ea s-a mutat înapoi în New Hampshire și mai târziu a scris că nu a mai știut multe despre el. După ce s-a mutat la Mooers Forks⁠(d), New York, s-a răspândit un zvon că Holmes ar fi fost văzut cu un băiețel care mai târziu a dispărut. Holmes a susținut că băiatul s-a întors la casa lui din Massachusetts. Nu a avut loc nicio anchetă, iar Holmes a părăsit degrabă orașul.
Mai târziu a călătorit în Philadelphia, Pennsylvania și a obținut un loc de muncă ca paznic la Spitalul de Stat Norristown⁠(d), dar a renunțat după câteva zile. Ulterior a ocupat un post la o farmacie din Philadelphia, dar în timp ce lucra acolo, un băiat a murit după ce a luat medicamente care au fost cumpărate de la magazin. Holmes a negat orice implicare în moartea copilului și a părăsit imediat orașul. Chiar înainte de a se muta la Chicago, și-a schimbat numele în Henry Howard Holmes pentru a evita posibilitatea de a fi dat în vileag de victimele înșelătoriilor sale anterioare.
În mărturisirea după arestarea sa, Holmes a susținut că și-a ucis fostul coleg de an de la medicină, Robert Leacock, în 1886, pentru banii de asigurare. Leacock a murit însă de fapt la Watford, Ontario⁠(d), în Canada, la 5 octombrie 1889. La sfârșitul anului 1886, pe când era încă căsătorit cu Clara, Holmes s-a căsătorit cu Myrta Belknap (n. octombrie 1862 în Pennsylvania) la Minneapolis, Minnesota. El a cerut divorțul de Clara la câteva săptămâni după ce s-a căsătorit cu Myrta, acuzând-o de infidelitate. Afirmațiile nu au putut fi dovedite și procesul nu a mers nicăieri. Documentele care s-au păstrat arată că probabil că ea nu a fost nici măcar informată despre acțiunea în instanță. În orice caz, divorțul nu a fost niciodată finalizat; a fost respins la 4 iunie 1891, pe motiv de „acțiune deficitară”.
Holmes a avut o fiică cu Myrta, Lucy Theodate Holmes, care s-a născut pe 4 iulie 1889, în Englewood, Chicago, Illinois. Lucy a devenit învățătoare la o școală publică. Holmes a locuit cu Myrta și Lucy în Wilmette, Illinois⁠(d), și și-a petrecut cea mai mare parte a timpului în Chicago, ocupându-se de afaceri. Holmes s-a căsătorit cu Georgiana Yoke pe 17 ianuarie 1894, în Denver, Colorado, în timp ce era încă căsătorit cu Clara și Myrta.

## Illinois șiCastelul Crimei

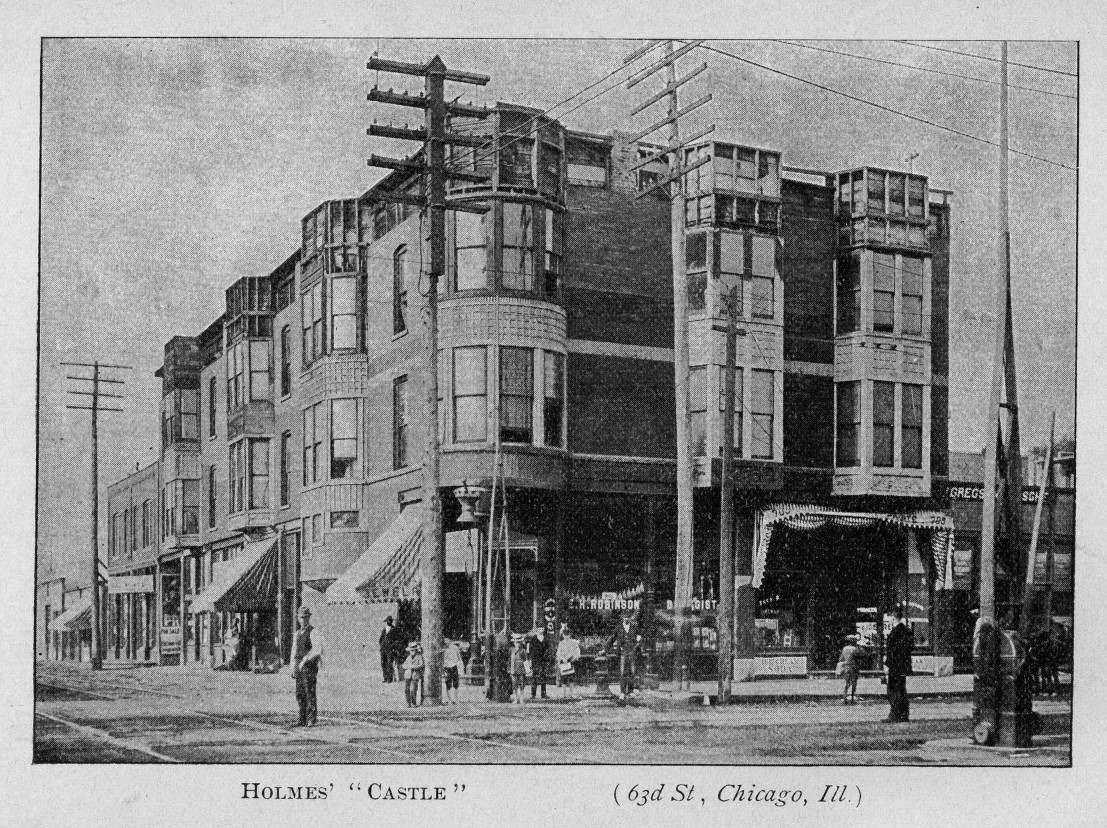
Castelul lui H. H. Holmes

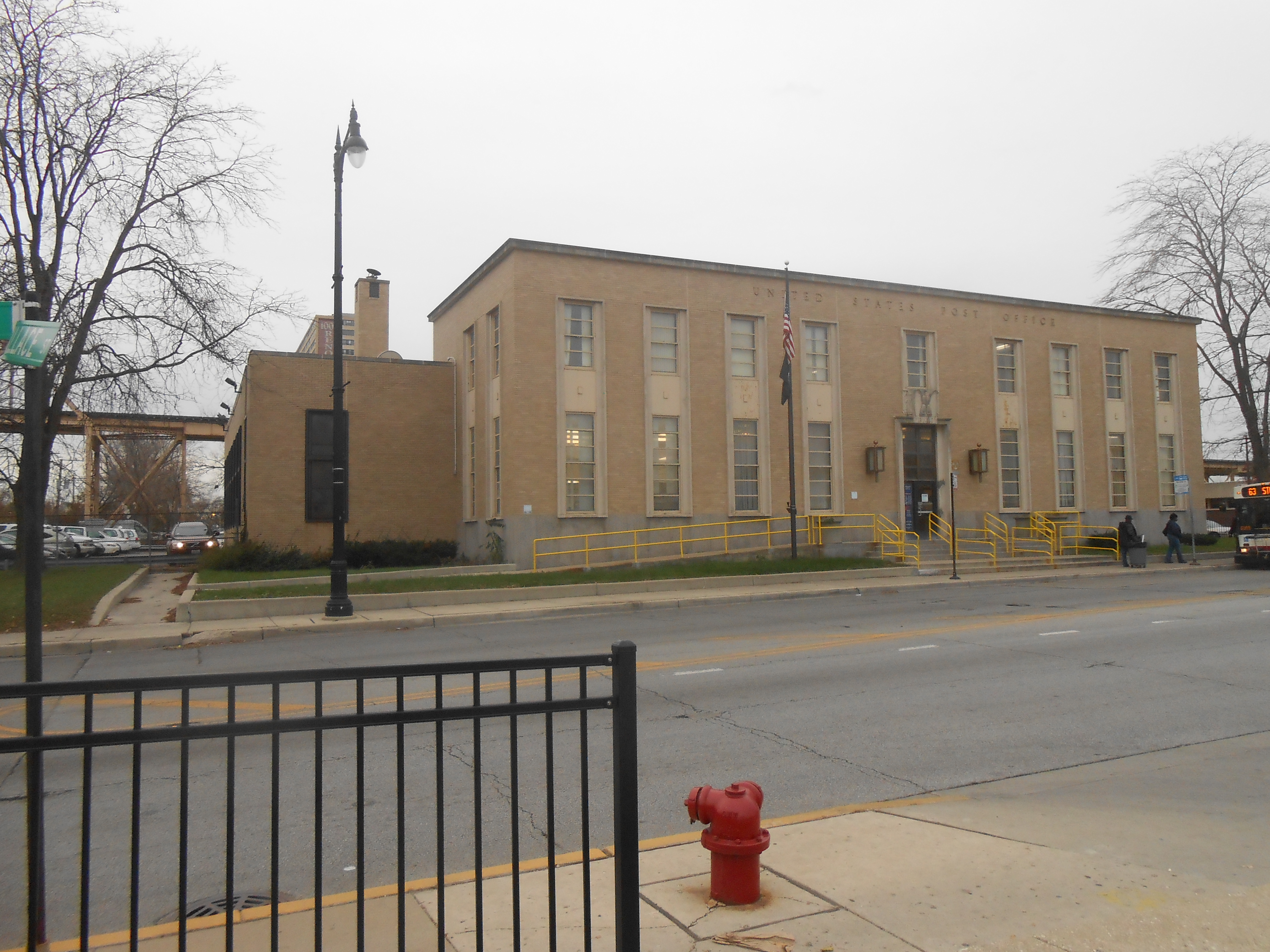
Locația Castelului lui Holmes era chiar în stânga clădirii oficiului poștal Englewood, la colț

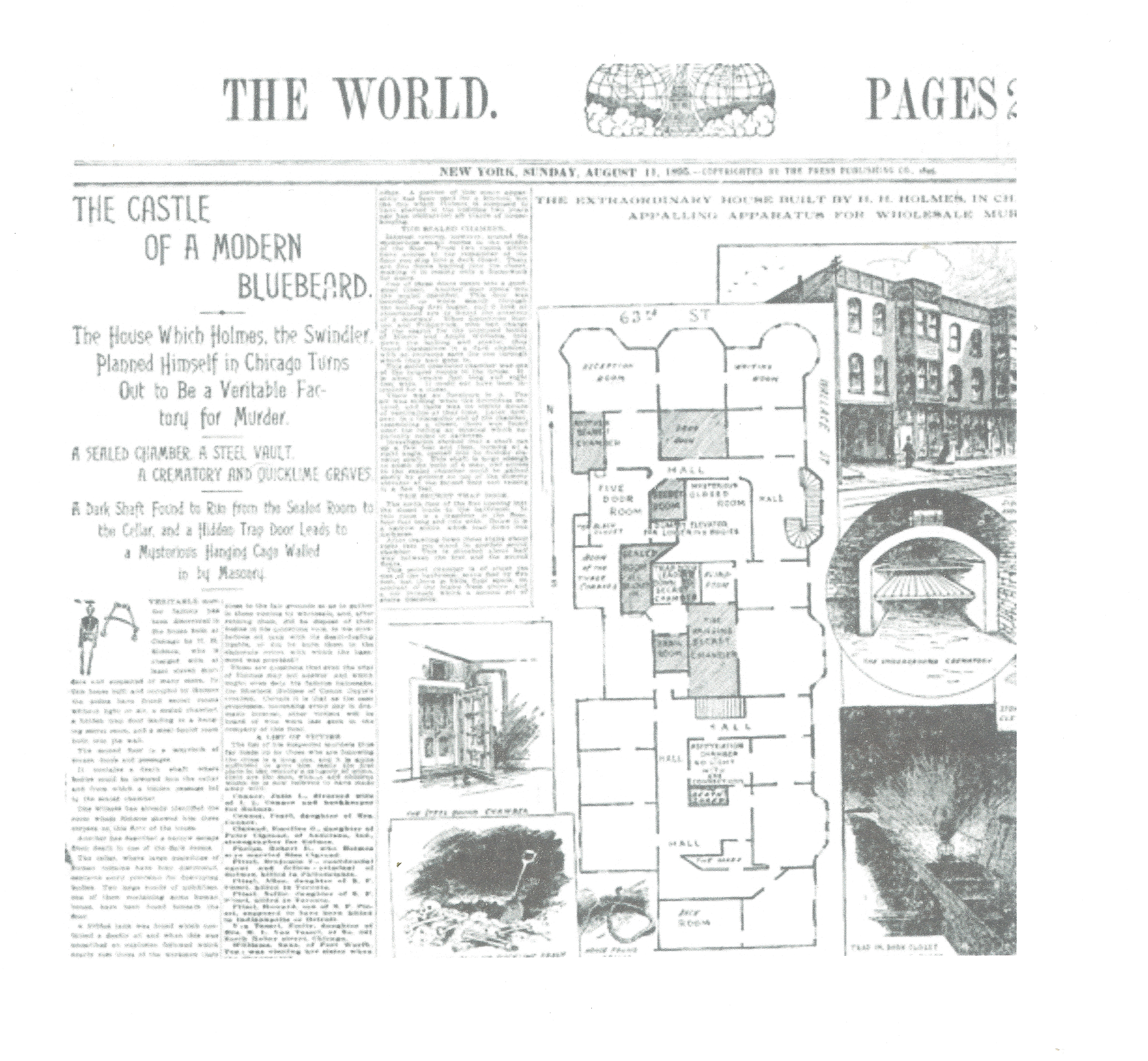
The World a lui Joseph Pulitzer din cu un plan fictiv al „Castelului Crimei” al lui Holmes și scene găsite în interiorul acestuia – inclusiv un cavou, un crematoriu, o trapă în podea și un mormânt cu var nestins plin de oase.

Holmes a sosit la Chicago în august 1886, când a început să folosească numele de H. H. Holmes. El a dat peste drogheria lui Elizabeth S. Holton de la colțul de nord-vest al intersecției South Wallace Avenue cu West 63rd Street din Englewood. Holton i-a dat lui Holmes un loc de muncă, iar el s-a dovedit a fi un angajat destoinic, cumpărând în cele din urmă magazinul. Deși mai multe cărți spun că soțul lui Holton era un bătrân care a dispărut rapid împreună cu soția sa, dr. Holton era un absolvent de facultate din Michigan, cu doar câțiva ani mai în vârstă decât Holmes, iar ambii soți Holton au rămas în Englewood de-a lungul vieții lui Holmes și au supraviețuit până în secolul al XX-lea. Este un mit că ar fi fost uciși de Holmes. De asemenea, Holmes nu a ucis-o nici pe domnișoara Kate Durkee, care s-a dovedit a fi în viață, deși s-a afirmat că ea ar fi fost o victimă a „Castelului”.
Holmes a cumpărat un teren viran vizavi de farmacie, unde a început în 1887 să construiască o clădire cu două etaje, cu utilizare mixtă, cu apartamente la etajul doi și cu spații comerciale, inclusiv o nouă drogherie. Un creditor al lui Holmes pe nume John DeBrueil a murit de apoplexie la 17 aprilie 1891, în farmacie. Când Holmes a refuzat să plătească arhitecții sau furnizorul de oțel, Aetna Iron and Steel, aceștia l-au dat în judecată în 1888.  În 1892, a adăugat un al treilea etaj, spunând investitorilor și furnizorilor că intenționează să-l folosească ca hotel în timpul viitoarei World's Columbian Exposition, deși porțiunea de hotel nu a fost niciodată finalizată. În 1892, hotelul a fost oarecum finalizat, cu trei etaje și un subsol. Parterul era vitrina magazinului.
Relatările fictive spun că Holmes ar fi construit hotelul pentru a atrage turiștii care vizitează Târgul Mondial din apropiere pentru a-i ucide și a le vinde scheletele școlilor de medicină. Nu există însă nicio dovadă că Holmes a încercat vreodată să atragă străini în hotelul său pentru a-i ucide. De fapt, niciuna dintre posibilele lui victime nu era o persoană necunoscută lui. Holmes avea o istorie de a vinde cadavre către școlile de medicină, dar își achiziționa „marfa” prin jefuirea mormintelor, nu prin crimă.
Rapoartele presei galbene au etichetat clădirea drept „Castelul Crimei” al lui Holmes, susținând că structura conținea camere secrete de tortură, trape, camere de gazare și un crematoriu la subsol; niciuna dintre aceste afirmații nu era adevărată. Alte relatări susțin că hotelul era alcătuit din peste o sută de camere și amenajat ca un labirint, cu uși care se deschideau în pereți de cărămidă, camere fără ferestre și scări înfundate. În realitate, podeaua hotelului era de dimensiuni moderate și în mare parte neremarcabilă. Conținea unele camere ascunse, dar ele erau folosite pentru a ascunde mobilierul cumpărat de Holmes pe credit și pentru care nu intenționa să plătească.
Hotelul a fost distrus de un incendiu declanșat de persoane necunoscute la scurt timp după ce Holmes a fost arestat, dar a fost în mare parte reconstruit și folosit ca oficiu poștal până în 1938. Pe lângă infamul său „Castel al Crimei”, Holmes mai avea și o fabrică cu un etaj, despre care susținea că va fi folosită pentru curbarea sticlei. Nu este clar dacă cuptorul din fabrică a fost folosit vreodată pentru curbarea sticlei și se speculează că ar fi fost folosit pentru a distruge dovezi incriminatoare ale crimelor lui Holmes.

## Primele victime

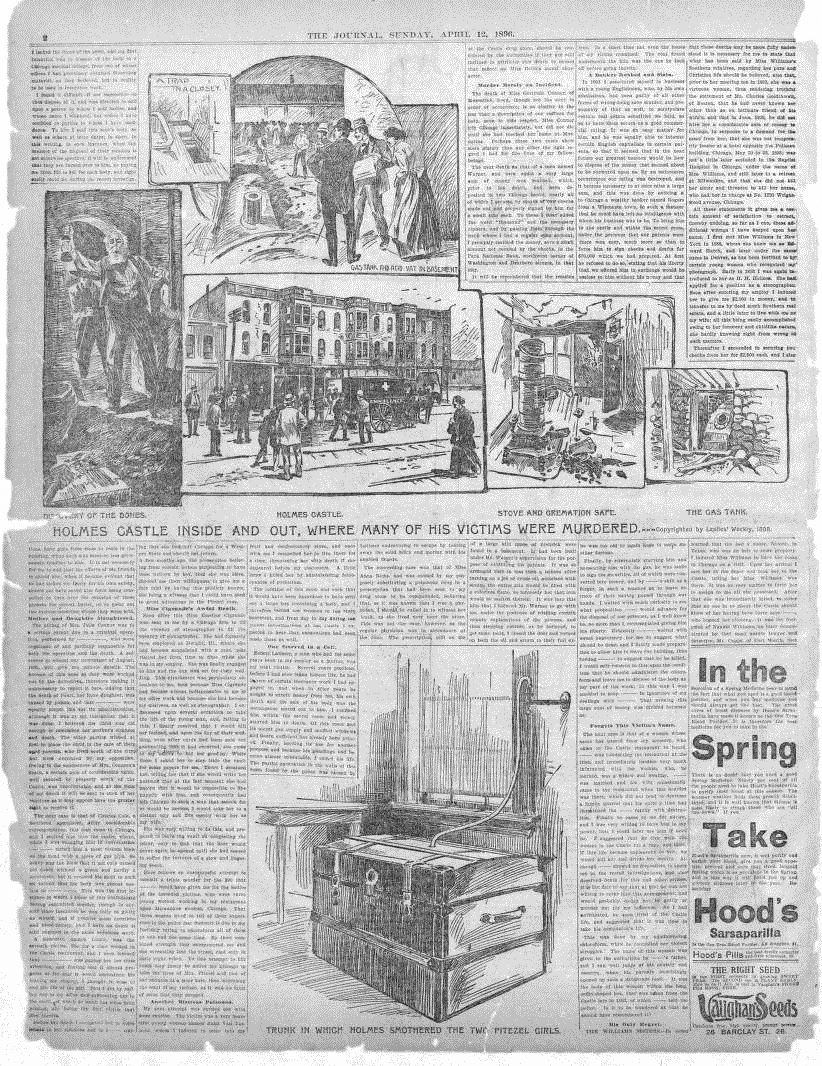
' din, arătând în partea de sus exteriorul și interiorul „Castelului” lui Holmes; poza de jos este cufărul pe care l-a folosit pentru a le ucide pe surorile Pitezel

Una dintre primele victime ale lui Holmes a fost amanta lui, Julia Smythe. Ea era soția lui Ned (Icilius) Conner, care se mutase în clădirea lui Holmes și începuse să lucreze la ghișeul de bijuterii al farmaciei sale. După ce Conner a aflat despre aventura lui Smythe cu Holmes, el și-a părăsit slujba și s-a mutat, lăsând-o în urmă pe Smythe și pe fiica ei, Pearl. Smythe a câștigat custodia lui Pearl și a rămas la hotel, continuând relația cu Holmes.
Julia și Pearl au dispărut în Ajunul Crăciunului din 1891, iar Holmes a susținut mai târziu că ea a murit în timpul unui avort. În ciuda experienței sale medicale, era puțin probabil ca Holmes să aibă experiență în efectuarea avorturilor, iar mortalitatea cauzată de o astfel de procedură era mare la acea dată. Holmes a susținut că a otrăvit-o pe Pearl, probabil pentru a ascunde circumstanțele morții mamei sale. Un schelet parțial, probabil al unui copil de vârsta lui Pearl, a fost găsit la excavarea pivniței lui Holmes. Tatăl lui Pearl, Ned, avea să fie un martor cheie la procesul lui Holmes din Chicago.
O altă victimă a lui Holmes, Emeline Cigrande, a început să lucreze în clădire în mai 1892 și a dispărut în decembrie. Zvonurile de după dispariția ei afirmau că ar fi rămas însărcinată cu Holmes, posibil fiind victima unui alt avort eșuat pe care Holmes a încercat să-l acopere.
În timp ce lucra în clădirea Chemical Bank⁠(d) de pe strada Dearborn, Holmes s-a întâlnit și s-a împrietenit cu Benjamin Pitezel, un dulgher⁠(d) cu antecedente penale care expunea, în aceeași clădire, un coș de cărbune pe care îl inventase. Holmes s-a folosit de Pitezel ca mâna sa dreaptă pentru mai multe planuri infracționale. Un procuror districtual l-a descris mai târziu pe Pitezel drept „unealta lui Holmes... creatura lui”.
La începutul anului 1893, o actriță pe nume Minnie Williams s-a mutat la Chicago. Holmes a susținut că a întâlnit-o într-un birou de angajare, deși existau zvonuri că a cunoscut-o în Boston cu ani în urmă. I-a oferit un loc de muncă la hotel ca stenografă personală, iar ea a acceptat. Holmes a convins-o pe Williams să treacă proprietatea ei din Fort Worth, Texas, pe numele unui bărbat pe nume Alexander Bond (un alias al lui Holmes).
În aprilie 1893, Williams a transferat proprietatea, Holmes servind ca notar (Holmes a trecut ulterior actele pe numele lui Pitezel, dându-i pseudonimul „Benton T. Lyman”). Luna următoare, prezentându-se ca soț și soție, Holmes și Williams au închiriat un apartament în Lincoln Park⁠(d) din Chicago. Sora lui Minnie, Annie, a venit în vizită, iar în iulie, i-a scris mătușii sale că plănuiește să-l însoțească pe „Fratele Harry” în Europa. Nici Minnie, nici Annie nu au mai fost văzute în viață după 5 iulie 1893.
Dacă s-a găsit vreuna dintre rămășițele acestor cinci victime, ele nu au fost niciodată identificate.

## Uciderea lui Pitezel și celelalte crime asociate
Cum companiile de asigurări făceau presiuni să-l acuze de incendiere⁠(d), Holmes a părăsit Chicago în iulie 1894. A reapărut în Fort Worth, unde moștenise proprietăți de la surorile Williams, unde astăzi este intersecția străzilor Commerce și 2nd. Aici, el a încercat din nou să construiască o structură incompletă fără a-și plăti furnizorii și antreprenorii. Această clădire nu a fost locul altor crime.
În iulie 1894, Holmes a fost arestat și închis pentru o scurtă perioadă de timp pentru prima dată, sub acuzația că a vândut bunuri ipotecate în St. Louis, Missouri. El a fost eliberat pe cauțiune la scurt timp, dar în timp ce se afla în arest, a intrat în vorbă cu un bandit condamnat pe nume Marion Hedgepeth⁠(d), care ispășea o pedeapsă de 25 de ani de închisoare. Holmes născocise un plan pentru a escroca 10.000 de dolari de la o companie de asigurări, încheindu-și o poliță și apoi prefăcându-se mort.
Holmes i-a promis lui Hedgepeth un comision de 500 de dolari în schimbul numelui unui avocat în care se putea avea încredere. Holmes a fost îndrumat către un tânăr avocat din St. Louis pe nume Jeptha Howe. Planul lui Holmes i s-a părut genial lui Howe, care a acceptat să joace un rol. Cu toate acestea, planul lui Holmes de a-și simula propria moarte a eșuat când compania de asigurări a devenit suspicioasă și a refuzat să plătească. Holmes nu a mai insistat cu cererea de despăgubire; în schimb, a născocit un plan similar cu Pitezel.
Pitezel a acceptat să-și falsifice propria moarte, astfel încât soția sa să poată încasa o poliță de asigurare de viață de 10.000 de dolari, pe care urma să o împartă cu Holmes și Howe. Planul, care urma să fie pus în aplicare la Philadelphia, impunea ca Pitezel să se pretindă inventator sub numele de BF Perry și apoi să fie ucis și desfigurat într-o explozie de laborator. Holmes urma să găsească un cadavru potrivit pentru a juca rolul lui Pitezel. Holmes l-a ucis însă de-adevăratelea pe Pitezel, sedându-l cu cloroform și stropindu-l cu benzină și dându-i foc. În mărturisirea sa, Holmes a sugerat că Pitezel era încă în viață după ce l-a sedat cu cloroform, înainte să-i dea foc. Cu toate acestea, dovezile criminalistice prezentate la procesul ulterior al lui Holmes au arătat că cloroformul a fost administrat după moartea lui Pitezel (un fapt despre care compania de asigurări nu știa), probabil pentru a simula sinuciderea, pentru a-l exonera pe Holmes în cazul în care acesta ar fi acuzat de crimă.
Holmes a încasat asigurarea pe baza cadavrului autentic al lui Pitezel. Holmes a continuat să o manipuleze pe soția lui Pitezel, care nu bănuia încă nimic, pentru a permite ca trei dintre cei cinci copii ai săi (Alice, Nellie și Howard) să fie plasați în custodia lui. Fiica cea mare și copilul au rămas cu dna. Pitezel. Holmes și cei trei copii Pitezel au călătorit prin nordul Statelor Unite⁠(d) și în Canada. În același timp, pe doamna Pitezel a dus-o pe un drum paralel, tot timpul folosind diverse pseudonime și mințind-o cu privire la moartea soțului ei (pretinzând că Pitezel s-ar fi ascuns la Londra), spunându-i minciuni și despre locul adevărat în care se aflau cei trei copii ai ei dispăruți. În Detroit, chiar înainte de a intra în Canada, cele două grupuri erau la doar câteva străzi distanță.
Într-o mișcare și mai îndrăzneață, Holmes stătea într-o altă locație cu soția sa, care nu cunoștea întreaga afacere. Holmes avea să mărturisească mai târziu că le-a ucis pe Alice și pe Nellie, înghesuindu-le într-un cufăr mare și încuiându-le înăuntru. A făcut o gaură în capacul cufărului și a trecut un furtun prin gaură, atașând celălalt capăt la o conductă de gaz pentru a asfixia fetele. Holmes le-a îngropat trupurile dezbrăcate în pivnița casei închiriate de el pe strada St. Vincent nr. 16 din Toronto. Această casă și adresă nu mai există, strada St. Vincent fiind de multă realiniată și transformată într-o parte a străzii Bay.
Frank Geyer⁠(d), un detectiv al poliției din Philadelphia însărcinat să-l ancheteze pe Holmes și să-i găsească pe cei trei copii dispăruți, a găsit cadavrele descompuse ale celor două fete Pitezel în pivnița casei din Toronto. Detectivul Geyer scria: „Cu cât săpam mai adânc, cu atât mirosul devenea mai oribil și, când am ajuns la adâncimea de trei picioare, am descoperit ceea ce părea a fi osul antebrațului unei ființe umane”. Geyer a mers apoi la Indianapolis, unde Holmes închiriase o casă mică. S-a spus că Holmes ar fi vizitat o farmacie locală pentru a cumpăra medicamentele pe care le-a folosit la uciderea tânărului Howard Pitezel, și un atelier de reparații pentru a ascuți cuțitele pe care le-a folosit pentru a tăia cadavrul înainte de a-l arde. Dinții băiatului și bucăți de os au fost descoperite în hornul casei.

## Prinderea, arestarea, judecarea și execuția
Șirul de crime ale lui Holmes s-a încheiat în cele din urmă când a fost arestat la Boston pe 17 noiembrie 1894, după ce a fost urmărit acolo din Philadelphia de către Agenția Națională de Detectivi Pinkerton⁠(d). El a fost reținut pe un mandat de arestare pentru furt de cai în Texas, deoarece autoritățile deveniseră mai suspicioase în acest moment, și Holmes părea gata să fugă din țară în compania celei de-a treia soții care nu știa nimic.
În iulie 1895, după descoperirea cadavrelor lui Alice și Nellie, poliția și reporterii din Chicago au început să investigheze clădirea lui Holmes din Englewood, denumită acum Castelul. Deși au fost făcute multe afirmații senzaționaliste, nu au fost găsite dovezi care l-ar fi putut condamna pe Holmes în Chicago. Potrivit lui Selzer, poveștile despre echipamentele de tortură găsite în clădire sunt ficțiune din secolul al XX-lea.
În octombrie 1895, Holmes a fost judecat pentru uciderea lui Benjamin Pitezel și a fost găsit vinovat și condamnat la moarte . La acea dată, era evident că Holmes i-a ucis și pe cei trei copii dispăruți ai lui Pitezel. După condamnarea sa, Holmes a mărturisit 27 de crime comise în Chicago, Indianapolis și Toronto (deși unele persoane pe care a „mărturisit” că le-a ucis erau încă în viață) și șase tentative de omor⁠(d). Holmes a fost plătit cu 7.500 de dolari de către ziarele Hearst în schimbul mărturisirii sale, care s-a dovedit rapid a fi în mare parte o colecție de aberații.
În timp ce își scria confesiunile în închisoare, Holmes a menționat cât de drastic s-a schimbat aspectul feței sale de când a fost încarcerat.
Pe 7 mai 1896, Holmes a fost spânzurat la închisoarea Moyamensing⁠(d), cunoscută și sub numele de „Penitenciarul Comitatului Philadelphia”, pentru uciderea lui Pitezel. Până la moarte, Holmes a rămas calm și amabil, dând foarte puține semne de frică, anxietate sau depresie. Cu toate acestea, el a cerut ca sicriul său să fie îmbrăcat în ciment și îngropat la 10 picioare adâncime, pentru că era îngrijorat că hoții de morminte îi vor fura cadavrul și îl vor folosi pentru disecție. Gâtul lui Holmes nu s-a rupt; el a murit sugrumându-se încet și zvâcnind timp de peste 15 minute înainte de a fi declarat mort la 20 de minute după ce trapa a fost deschisă.
După execuție, trupul lui Holmes a fost îngropat într-un mormânt nemarcat la Holy Cross Cemetery, un cimitir catolic din suburbia de vest din Philadelphia, Yeadon, Pennsylvania.
În ajunul Anului Nou 1909, Hedgepeth, care fusese grațiat pentru că a dat informații despre Holmes, a fost împușcat mortal de polițistul Edward Jaburek în timpul unui jaf armat la o cârciumă din Chicago.
La 7 martie 1914, Chicago Tribune a relatat că, odată cu moartea lui Patrick Quinlan, fostul îngrijitor al Castelului, „misterele castelului lui Holmes” vor rămâne neexplicate. Quinlan s-a sinucis cu stricnină. Cadavrul lui a fost găsit în dormitorul său cu un bilet pe care scria: „Nu puteam să dorm”. Rudele lui Quinlan rămase în viață au susținut că acesta era „bântuit” de câteva luni și suferea de halucinații.
Castelul însuși a fost distrus de un misterios incendiu în august 1895. Potrivit unui articol din ziarul The New York Times, doi bărbați ar fi fost văzuți intrând în spatele clădirii între orele 20 și 21. Aproximativ o jumătate de oră mai târziu, au fost văzuți ieșind din clădire și fugind rapid. În urma mai multor explozii, Castelul a luat foc. Ulterior, anchetatorii au găsit o cutie de gaz pe jumătate goală sub treptele din spate ale clădirii. Clădirea a supraviețuit incendiului și a rămas în funcțiune până când a fost demolată în 1938. Pe locul ei este acum filiala din Englewood a Serviciului Poștal al Statelor Unite. 

În 2017, pe fondul acuzațiilor că Holmes ar fi scăpat de fapt de execuție, trupul lui Holmes a fost exhumat pentru o testare efectuată de Janet Monge⁠(d) de la Muzeul de Arheologie și Antropologie al Universității din Pennsylvania⁠(d). Datorită faptului că sicriul său era învelit în ciment, s-a descoperit că trupul său nu s-a descompus normal. Hainele s-au păstrat aproape perfect, iar mustața a rămas intactă. Cadavrul a fost identificat categoric după dantură ca fiind al lui Holmes. Holmes a fost apoi reînhumat.

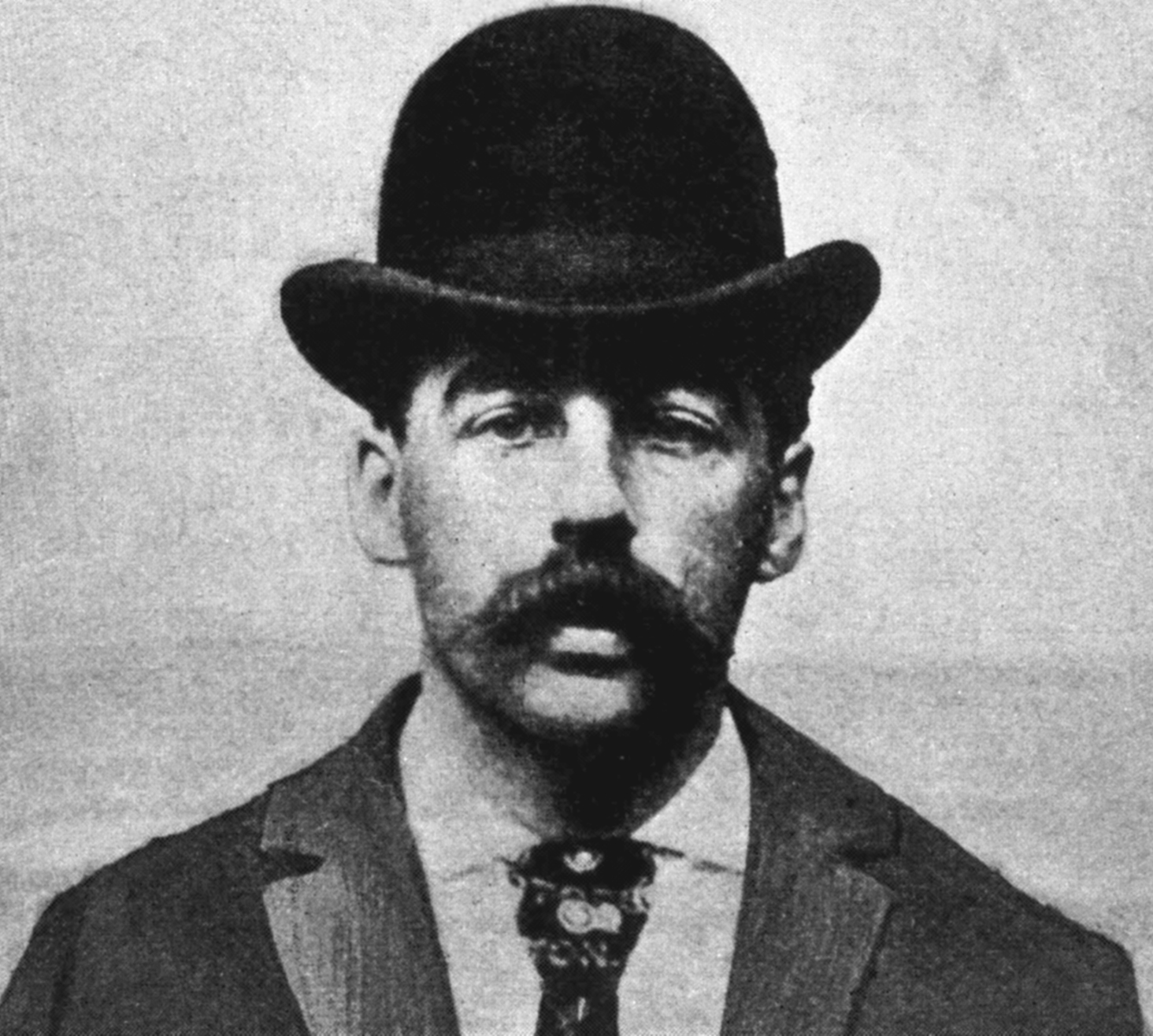
Fotografia lui HH Holmes (1895) din arest
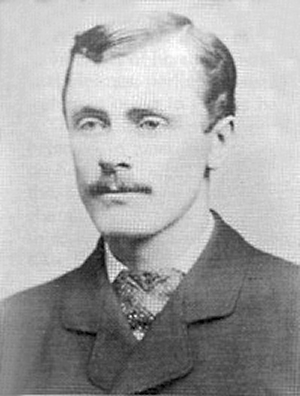
Benjamin Pitezel
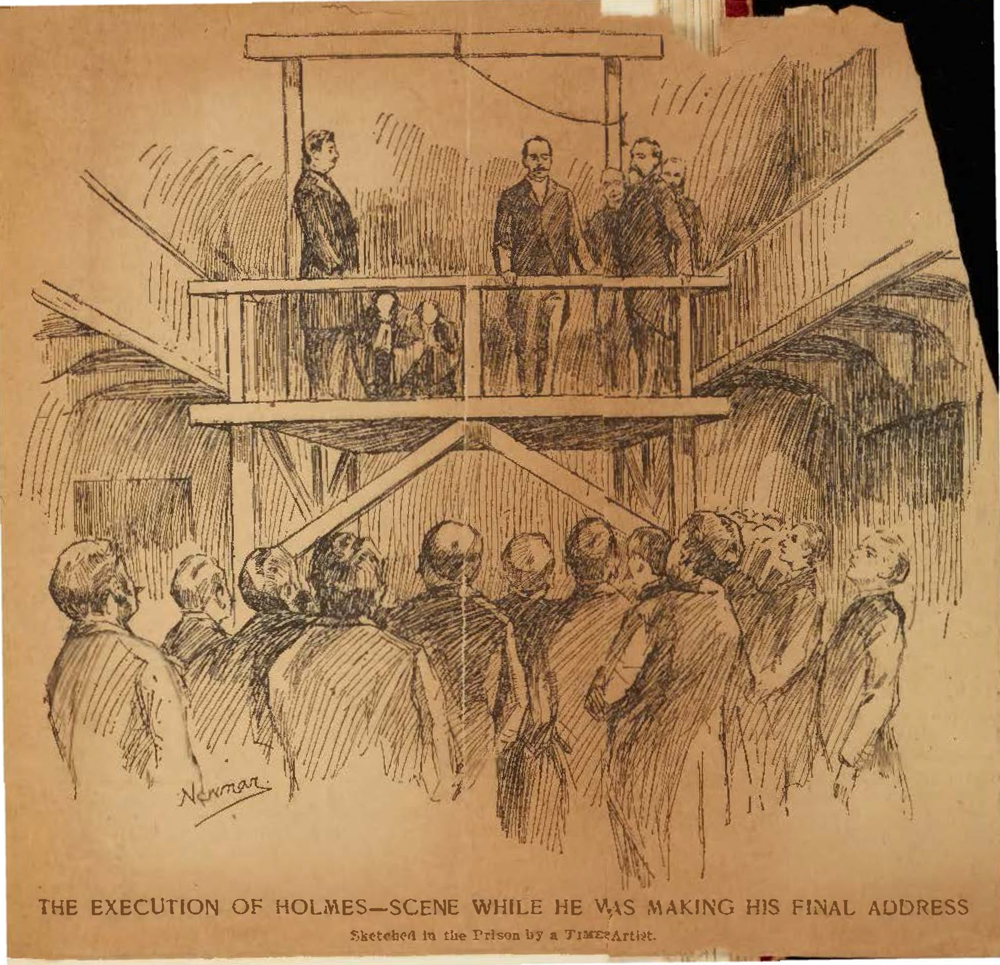
Execuția lui HH Holmes (Închisoarea Moyamensing, Philadelphia, 1896)

## În cultura populară
Cazul a fost notoriu la vremea sa și a primit o largă publicitate în presa internațională. Depraved: The Shocking True Story of America's First Serial Killer de Harold Schechter⁠(d) (1994), a fost prima carte importantă despre Holmes care l-a caracterizat drept criminal în serie.
Interesul pentru crimele lui Holmes a fost reînviat în 2003 de The Devil in the White City⁠(d): Murder, Magic, and Madness at the Fair That Changed America, de Erik Larson⁠(d), o carte de non-ficțiune care juxtapune o relatare despre planificarea și organizarea Târgului Mondial cu o versiune fictivă a poveștii lui Holmes. Povestea lui fusese relatată în The Torture Doctor de David Franke (1975), The Scarlet Mansion de Allan W. Eckert (1985), precum și în capitolul „The Monster of Sixty-Third Street” din Gem of the Prairie: An Informal History of the Chicago Underworld de Herbert Asbury⁠(d) (1940, republicat în 1986).
Romanul American Gothic⁠(d) din 1974 al scriitorului de cărți de groază Robert Bloch a fost o versiune fictivă a poveștii lui HH Holmes.
Biografia cuprinzătoare a lui Selzer din 2017, HH Holmes: The True History of the White City Devil, a încercat să separe realitatea de ficțiune și să urmărească modul în care s-a dezvoltat legenda.
Pe 2 noiembrie 2006, HH Holmes a apărut ca fantomă în serialul de televiziune fictiv „Supernatural”. Episodul din sezonul doi al serialului se referea la multe dintre punctele fictive ale vieții și crimelor lui Holmes. Într-un episod din serialul Timeless, personajele principale au călătorit în timp la Expoziția Mondială din Chicago, și au fost atrase în capcană de antagoniști în „Hotelul Morții” al lui HH Holmes, pentru a fi ajutați de Harry Houdini să se salveze.
În 2017, History a difuzat un serial documentar limitat de opt episoade, intitulat American Ripper, în care stră-strănepotul lui Holmes, Jeff Mudgett, împreună cu fostul analist CIA Amaryllis Fox, au investigat indicii pentru a încerca să demonstreze că Holmes ar fi fost și infamul criminal în serie din Londra, Jack Spintecătorul.
În 2018, scriitoarea de cărți horror Sara Tantlinger a publicat The Devil's Dreamland: Poetry Inspired by HH Holmes (Strangehouse Books), care a câștigat premiul Bram Stoker 2018 pentru cea mai bună colecție de poezie.
În 2019, o adaptare a filmului The Devil in the White City cu Martin Scorsese și Leonardo DiCaprio atașați ca producători executivi era în curs de dezvoltare cu Paramount TV și Hulu. Deși inițial în 2015 s-a scris că filmul ar fi un lungmetraj cu DiCaprio în rolul principal, odată ce Hulu a acceptat un parteneriat cu Paramount, proiectul a fost anunțat ca serial fără nicio confirmare dacă Scorsese și DiCaprio vor regiza și, respectiv, juca în el. Producția nu a mai început.